# Municipio de La Trinidad Vista Hermosa
El municipio de La Trinidad Vista Hermosa (en chocho Xadë Gatse "Pueblo nuevo" ) es un municipio del estado de Oaxaca.

## Toponimia
El origen del topónimo del municipio proviene de la Santísima Trinidad.

## Geografía
El municipio de La Trinidad Vista Hermosa cuenta con una extensión territorial de 31.90 km², se encuentra ubicado en las coordenadas 17°46′N 97°30′O / 17.767, -97.500 colinda con al norte con los municipios de Santa Magdalena Jicotlán, al sur con San Antonio Acutla y Teotongo, al este con San Miguel Tulancingo y al oeste con Teotongo.

## Población
La población registrada en el censo de población y vivienda de 2010 realizada por el INEGI fue de 249   habitantes de los cuales 110 son hombres y 139 son mujeres.

### Principales asentamientos
| Nombre                    | Tipo      | Código Postal |
| ------------------------- | --------- | ------------- |
| La Trinidad Vista Hermosa | Pueblo    | 69507         |
| El Encinal                | Ranchería | 69509         |
| El Moral                  | Ranchería | 69508         |

## Economía
Las principales actividades económicas son la ganadería y la agricultura.